# Holger Klotzbach
Holger Klotzbach (* 30. Januar 1946 in Duisburg) ist ein deutscher Kabarettist, Kulturmanager und Unternehmer. Er war 1977 Mitgründer des „Schwarzen Cafés“ in Berlin und von 1981 bis 1988 Mitglied des Kabaretts Die 3 Tornados, die sich als „Anarcho-Kabarettisten“ bezeichneten. Seit 1992 ist er Inhaber und Geschäftsführer der Bar jeder Vernunft und seit 2002 des Veranstaltungszeltes Tipi am Kanzleramt in Berlin. Klotzbach spielt mehrere Instrumente, unter anderem Klavier und Akkordeon.

## Leben
Klotzbach studierte zunächst Theologie in Bethel und Tübingen, war aber auch politischer Aktivist und Mitglied des Sozialistischen Deutschen Studentenbundes und unter anderem Vorsitzender des Asta in Tübingen. In Berlin war er „Organisationssekretär“ der „Proletarischen Linken“, unter anderem arbeitete er als Hilfsarbeiter bei Siemens, um die Mitarbeiter zu agitieren. Aufgrund seiner politischen Aktivitäten und Mitgliedschaften konnte er nicht als Lehrer im öffentlichen Dienst arbeiten. Er heuerte beim Circus Busch-Roland an, wo er zunächst Hilfskraft und später Privatlehrer und Pressesprecher wurde.
Über den Zirkus wurde er mit André Heller bekannt, wodurch er in Wien an der Gründung des Circus Roncalli beteiligt war. 1977 war er in Berlin mit Monika Döring einer der Gründer des Schwarzen Cafés in der Kantstraße. 1980 war er auch an der Gründung des Tempodroms beteiligt, dessen Zirkusausstattung er organisierte. Im Schwarzen Café trat er als Pianist mit den 3 Tornados auf. Als es bei den 3 Tornados einen personellen Wechsel gab, übernahm er den Part des Akkordeonspielers. Die 3 Tornados in der Besetzung Holger Klotzbach, Günter Thews und Arnulf Rating existierten bis 1988 als sich die drei Tornados auflösten, weil Günter Thews an AIDS erkrankt war.
Danach übernahmen Klotzbach, Thews und Rating gemeinsam mit Musikern der Kölner Band BAP den Veranstaltungsort Quartier Latin, den sie zu einem Varieté-Theater umbauten (der heutige Wintergarten in der Potsdamer Straße in Berlin). Aus finanziellen Gründen wurde das Quartier Latin jedoch bald darauf wieder geschlossen. Klotzbach ging daraufhin zum französischen Cirque O, einem Cirque Nouveau, der kommerziell sehr erfolgreich war. Der Schweizer Produzent dieses Zirkus, Ueli Hirzel, besaß ein Jugendstil-Spiegelzelt, das allerdings eingelagert war und nicht genutzt wurde. Klotzbach kaufte es Hirzel gemeinsam mit seinem Freund und Geschäftspartner Lutz Deisinger ab. In diesem Zelt eröffneten sie im Sommer 1992 auf einem Parkdeck der Freien Volksbühne in Berlin die Bar jeder Vernunft. Nach anfänglichen Startschwierigkeiten in der ersten Saison kam die Wende mit der Varietéshow Tabernac von Meret Becker. Mit der Eigenproduktion Das Weiße Rößl und den Nachtsalons kam der Durchbruch, auch das überregionale Feuilleton berichtete dann über die Bar jeder Vernunft. In der Bar jeder Vernunft und dem Tipi am Kanzleramt beschäftigt Klotzbach heute 150 Mitarbeiter.